# 1886年
1886年（1886 ねん）は、西暦（グレゴリオ暦）による、金曜日から始まる平年。明治19年。

## 他の紀年法
- 干支：丙戌
- 日本（月日は一致）
  - 明治19年
  - 皇紀2546年
- 清：光緒11年11月27日 - 光緒12年12月7日
- 朝鮮
  - 朝鮮・高宗23年
  - 開国495年
  - 檀紀4219年
- 阮朝（ベトナム）
  - 同慶乙酉年11月27日 -
  - 同慶元年1月1日 - 12月7日
- 仏滅紀元：2428年 - 2429年
- イスラム暦：1303年3月25日 - 1304年4月4日
- ユダヤ暦：5646年4月24日 - 5647年4月4日
- 修正ユリウス日(MJD)：9907 - 10271
- リリウス日(LD)：110748 - 111112

※檀紀は、大韓民国で1948年に法的根拠を与えられたが、1962年からは公式な場では使用されていない。

## カレンダー
| 1月 |    |    |    |    |    |    |
| 日  | 月 | 火 | 水 | 木 | 金 | 土 |
|     |    |    |    |    | 1  | 2  |
| 3   | 4  | 5  | 6  | 7  | 8  | 9  |
| 10  | 11 | 12 | 13 | 14 | 15 | 16 |
| 17  | 18 | 19 | 20 | 21 | 22 | 23 |
| 24  | 25 | 26 | 27 | 28 | 29 | 30 |
| 31  |    |    |    |    |    |    |
|     |    |    |    |    |    |    |

| 2月 |    |    |    |    |    |    |
| 日  | 月 | 火 | 水 | 木 | 金 | 土 |
|     | 1  | 2  | 3  | 4  | 5  | 6  |
| 7   | 8  | 9  | 10 | 11 | 12 | 13 |
| 14  | 15 | 16 | 17 | 18 | 19 | 20 |
| 21  | 22 | 23 | 24 | 25 | 26 | 27 |
| 28  |    |    |    |    |    |    |
|     |    |    |    |    |    |    |

| 3月 |    |    |    |    |    |    |
| 日  | 月 | 火 | 水 | 木 | 金 | 土 |
|     | 1  | 2  | 3  | 4  | 5  | 6  |
| 7   | 8  | 9  | 10 | 11 | 12 | 13 |
| 14  | 15 | 16 | 17 | 18 | 19 | 20 |
| 21  | 22 | 23 | 24 | 25 | 26 | 27 |
| 28  | 29 | 30 | 31 |    |    |    |
|     |    |    |    |    |    |    |

| 4月 |    |    |    |    |    |    |
| 日  | 月 | 火 | 水 | 木 | 金 | 土 |
|     |    |    |    | 1  | 2  | 3  |
| 4   | 5  | 6  | 7  | 8  | 9  | 10 |
| 11  | 12 | 13 | 14 | 15 | 16 | 17 |
| 18  | 19 | 20 | 21 | 22 | 23 | 24 |
| 25  | 26 | 27 | 28 | 29 | 30 |    |
|     |    |    |    |    |    |    |

| 5月 |    |    |    |    |    |    |
| 日  | 月 | 火 | 水 | 木 | 金 | 土 |
|     |    |    |    |    |    | 1  |
| 2   | 3  | 4  | 5  | 6  | 7  | 8  |
| 9   | 10 | 11 | 12 | 13 | 14 | 15 |
| 16  | 17 | 18 | 19 | 20 | 21 | 22 |
| 23  | 24 | 25 | 26 | 27 | 28 | 29 |
| 30  | 31 |    |    |    |    |    |
|     |    |    |    |    |    |    |

| 6月 |    |    |    |    |    |    |
| 日  | 月 | 火 | 水 | 木 | 金 | 土 |
|     |    | 1  | 2  | 3  | 4  | 5  |
| 6   | 7  | 8  | 9  | 10 | 11 | 12 |
| 13  | 14 | 15 | 16 | 17 | 18 | 19 |
| 20  | 21 | 22 | 23 | 24 | 25 | 26 |
| 27  | 28 | 29 | 30 |    |    |    |
|     |    |    |    |    |    |    |

| 7月 |    |    |    |    |    |    |
| 日  | 月 | 火 | 水 | 木 | 金 | 土 |
|     |    |    |    | 1  | 2  | 3  |
| 4   | 5  | 6  | 7  | 8  | 9  | 10 |
| 11  | 12 | 13 | 14 | 15 | 16 | 17 |
| 18  | 19 | 20 | 21 | 22 | 23 | 24 |
| 25  | 26 | 27 | 28 | 29 | 30 | 31 |
|     |    |    |    |    |    |    |

| 8月 |    |    |    |    |    |    |
| 日  | 月 | 火 | 水 | 木 | 金 | 土 |
| 1   | 2  | 3  | 4  | 5  | 6  | 7  |
| 8   | 9  | 10 | 11 | 12 | 13 | 14 |
| 15  | 16 | 17 | 18 | 19 | 20 | 21 |
| 22  | 23 | 24 | 25 | 26 | 27 | 28 |
| 29  | 30 | 31 |    |    |    |    |
|     |    |    |    |    |    |    |

| 9月 |    |    |    |    |    |    |
| 日  | 月 | 火 | 水 | 木 | 金 | 土 |
|     |    |    | 1  | 2  | 3  | 4  |
| 5   | 6  | 7  | 8  | 9  | 10 | 11 |
| 12  | 13 | 14 | 15 | 16 | 17 | 18 |
| 19  | 20 | 21 | 22 | 23 | 24 | 25 |
| 26  | 27 | 28 | 29 | 30 |    |    |
|     |    |    |    |    |    |    |

| 10月 |    |    |    |    |    |    |
| 日   | 月 | 火 | 水 | 木 | 金 | 土 |
|      |    |    |    |    | 1  | 2  |
| 3    | 4  | 5  | 6  | 7  | 8  | 9  |
| 10   | 11 | 12 | 13 | 14 | 15 | 16 |
| 17   | 18 | 19 | 20 | 21 | 22 | 23 |
| 24   | 25 | 26 | 27 | 28 | 29 | 30 |
| 31   |    |    |    |    |    |    |
|      |    |    |    |    |    |    |

| 11月 |    |    |    |    |    |    |
| 日   | 月 | 火 | 水 | 木 | 金 | 土 |
|      | 1  | 2  | 3  | 4  | 5  | 6  |
| 7    | 8  | 9  | 10 | 11 | 12 | 13 |
| 14   | 15 | 16 | 17 | 18 | 19 | 20 |
| 21   | 22 | 23 | 24 | 25 | 26 | 27 |
| 28   | 29 | 30 |    |    |    |    |
|      |    |    |    |    |    |    |

| 12月 |    |    |    |    |    |    |
| 日   | 月 | 火 | 水 | 木 | 金 | 土 |
|      |    |    | 1  | 2  | 3  | 4  |
| 5    | 6  | 7  | 8  | 9  | 10 | 11 |
| 12   | 13 | 14 | 15 | 16 | 17 | 18 |
| 19   | 20 | 21 | 22 | 23 | 24 | 25 |
| 26   | 27 | 28 | 29 | 30 | 31 |    |
|      |    |    |    |    |    |    |

## できごと

### 1月
- 1月1日 - 第三次英緬戦争: ビルマが英領インドに併合
- 1月5日 - ロバート・ルイス・スティーヴンソン『ジキル博士とハイド氏』出版
- 1月18日 - 英国でホッケー協会創立(近代ホッケー誕生)
- 1月26日 - 北海道庁設置(根室県・札幌県・函館県廃止)
- 1月28日
  - 陸軍師団番号制定: 各6鎮台に師団番号を付与
  - 英国でソールズベリー内閣(1期目)辞職
- 1月29日 - カール・ベンツが世界初のガソリン自動車の特許を取得(ベンツ・パテント・モーターカー(3輪))

### 2月
- 2月1日 - 英国でグラッドストン内閣(3期目)成立
- 2月23日
  - 世界初のクラシファイド広告を英『タイムズ』紙が掲載
  - アルミニウムの工業精錬法が確立(ホール・エルー法)
- 2月24日 - 公文式制定(官報26日)

### 3月
- 3月2日 - 帝国大学令公布: 東京大学を帝國大學に改称改組(法・医・文・理・工の5分科大学)
- 3月8日 - ゴットリープ・ダイムラーらが世界初の4輪ガソリン自動車を発明
- 3月18日 - 参謀本部条例改正: 陸海軍統合部門として参謀本部を設置し陸軍部・海軍部設置
- 3月22日 - 共立女子職業学校(後の共立女子大学)創立
- 3月23日 - ピョートル・チャイコフスキーマンフレッド交響曲初演(モスクワ)(露暦3月11日)
- 3月26日
  - 英国初の火葬実施
  - ヴィルヘルム・シュタイニッツが世界初のチェス公式チャンピオンとなる
  - 米国シアトルで反中国系移民暴動
  - 物集高見『言文一致』刊行

### 4月
- 4月6日 - 英独間で西太平洋の勢力範囲を協定(ベルリン宣言)
- 4月8日 - 英グラッドストン首相がアイルランド統治法案を提出(6月8日否決)
- 4月10日 - 小学校令・中学校令・師範学校令公布
- 4月20日 - メートル条約加入(1885年)を公布
- 4月25日 - ジークムント・フロイトがウィーンで開業
- 4月29日 - 華族世襲財産法公布

### 5月
- 5月1日
  - 第1回条約改正会議開催
  - 皇宮警察署設置
  - 米国・カナダの労働組合連盟(FOTLU)がゼネラル・ストライキを実施
- 5月8日 - 米国アトランタでコカ・コーラ販売開始
- 5月10日 - 教科用図書検査条例制定
- 5月19日 - カミーユ・サン＝サーンス交響曲第3番初演(ロンドン)
- 5月20日 - 浅草公園開園式(改良工事完成)

### 6月
- 6月2日 - 米クリーブランド大統領が米大統領として初めて在職中に結婚
- 6月3日 - 元自由党員による箱根離宮落成式襲撃計画が発覚(静岡事件)
- 6月5日 - 万国赤十字条約に加入
- 6月8日 - 英国議会がアイルランド統治法を否決
- 6月10日 - ニュージーランド北島タラウェラ山が大噴火(死者120名)
- 6月12日 - バイエルン国王ルートヴィヒ2世が拘束・廃位される(翌日死亡)
- 6月25日 - 日本薬局方制定
- 6月26日 - アンリ・モアッサンが初めてフッ素の単離に成功。
- 6月28日 - カナダ太平洋鉄道開業、初の大陸横断列車がモントリオールを出発。

### 7月
- 7月13日 - 本初子午線経度計算方及標準時ノ件発布。兵庫県明石市の時間を一律日本全国の時間と統一することを決定。
- 7月20日 - 英国でグラッドストン内閣辞職
- 7月24日 - 英国のビルマにおける主権を清が追認(ビルマ条約)
- 7月25日 - 英国でソールズベリー内閣(2期目)成立

### 8月
- 8月1日 - 英国がケルマディック諸島を併合
- 8月4日 - コロンビア共和国成立
- 8月13日
  - 登記法公布(施行1887年2月1日): 公文式による法律第1号
  - 長崎事件: 上陸した清国水兵数名が遊郭で酩酊乱暴し警察に逮捕される
- 8月15日 - 長崎事件: 数百名の清国水兵と警察官が乱闘し死傷者がでる

### 9月
- 9月1日 - チャリネ曲馬団(Giuseppe Chiarini)が来日興行
- 9月4日 - インディアン戦争: ジェロニモが降伏
- 9月6日 - ヴィクトリア女王が殊勲章(DSO)を制定
- 9月7日 - 機務六条が定められる。
- 9月9日 - 文学的及び美術的著作物の保護に関するベルヌ条約作成
- 9月14日 - 米国でタイプライターリボンの特許取得(George K. Anderson)
- September 16, 1886 - Nanay Rosing lives in Philippines (d. 2019)

### 10月
- 10月6日 - スペインがキューバで奴隷制を廃止
- 10月16日 - 戸籍登記書式制定(明治19年式戸籍)
- 10月24日
  - ノルマントン号事件
  - 東京医会結成(松本良順)
- 10月27日 - モデスト・ムソルグスキー交響詩『禿山の一夜』初演(サンクトペテルブルク)(露暦10月15日)
- 10月28日 - 自由の女神像完成
- 10月30日 - アフリカ分割: 英領東アフリカと独領東アフリカの境界を協定

### 11月
- 11月4日
  - 小笠原島庁設置
  - 関西法律学校（後の関西大学）創立
- 11月5日 - 伊勢屋丹治呉服店(後の伊勢丹)開業(神田旅籠町)
- 11月15日 - 万国赤十字条約への加盟(6月5日)を公布
- 11月17日 - 博愛社病院(後の日本赤十字社病院)開院(麹町区飯田町)
- 11月24日 - 戸籍取扱手続制定(明治19年式戸籍)
- 11月30日 - フォリー・ベルジェールがレヴューを開演

### 12月
- 12月2日 - 東京図書館新築 (現東京藝術大学音楽学部赤レンガ2号館)
- 12月6日 - 婦人矯風会創立

### 日付不詳
- 高知県高知市玉水新地の芝居小屋「高栄座」が同市中島町に移転し、「高知座」に改称[1]。

## 誕生
- 1月1日 - 木下利玄、歌人（+ 1925年）
- 1月4日 - 高畠素之、社会思想家（+ 1928年）
- 1月8日 - 掛谷宗一、数学者（+ 1947年）
- 1月11日 - エルザ・レントシュミット、フィギュアスケート選手（+ 1969年）
- 1月18日 - アントワーヌ・ペヴスナー、美術家・画家（+ 1962年）
- 1月14日 - ヒュー・ロフティング、児童文学作家（+ 1947年）
- 1月24日 - ヘンリー・キング、映画監督 (+ 1982年)
- 1月25日 - ヴィルヘルム・フルトヴェングラー、指揮者・作曲家（+ 1954年）
- 1月27日 - ラダ・ビノード・パール、インド人法学者・極東国際軍事裁判判事（+ 1967年）
- 1月28日 - 八木秀次、工学者・実業家・政治家（+ 1976年）
- 2月2日 - エルンスト・ツィナー、天文学者（+ 1970年）
- 2月6日 - アルベルト・ゲレーロ、ピアニスト・作曲家（+ 1959年）
- 2月10日 - 平塚らいてう（平塚雷鳥）、婦人運動家（+ 1971年）
- 2月18日 - 市河三喜、英語学者（+ 1970年）
- 2月20日 - 石川啄木、歌人・詩人（+ 1912年）
- 2月20日 - クン・ベーラ、ハンガリー共産党の指導者（+ 1939年）
- 2月20日 - 石田礼助、実業家、第5代国鉄総裁（+ 1978年）
- 2月23日 - アルバート・サモンズ、ヴァイオリニスト（+ 1957年）
- 2月28日 - マックス・ファスマー、言語学者（+ 1962年）
- 3月1日 - オスカー・ココシュカ、画家（+ 1980年）
- 3月2日 - ウィリス・オブライエン、SFX作家（+ 1962年）
- 3月8日 - エドワード・カルビン・ケンダル、化学者（+ 1972年）
- 3月13日 - フランク・ベーカー、メジャーリーグベースボール選手（+ 1963年）
- 3月18日 - クルト・コフカ、心理学者（+ 1941年）
- 3月19日 - 原石鼎、俳人（+ 1951年）
- 3月24日 - エドワード・ウェストン、写真家（+ 1958年）
- 3月24日 - 中村吉右衛門 (初代)、歌舞伎役者（+ 1954年）
- 3月27日（ユリウス暦3月15日）- セルゲイ・キーロフ、スターリンの側近として知られたソ連の政治家（+ 1934年）
- 3月27日 - ミース・ファン・デル・ローエ、建築家（+ 1969年）
- 3月30日 - 清水藤太郎、薬学者（+ 1976年）
- 4月10日 - ジョニー・ヘイズ、陸上競技選手（+ 1965年）
- 4月12日 - 井上日召、右翼活動家（+ 1967年）
- 4月15日 - タデウシュ・クチシェバ、ポーランド軍少将（+ 1947年）
- 4月15日 - アメデエ・オザンファン、画家（+ 1966年）
- 4月19日 - 大島浩、外交官（+ 1975年）
- 5月2日 - ゴットフリート・ベン、詩人（+ 1956年）
- 5月10日 - カール・バルト、神学者（+ 1968年）
- 5月10日 - オラフ・ステープルドン、小説家・哲学者（+ 1950年）
- 5月13日 - ジョゼフ・アクロン、作曲家・ヴァイオリニスト（+ 1943年）
- 5月13日 - 池田蕉園、日本画家（+ 1917年）
- 5月16日 - アーネスト・バージェス、都市社会学者（+ 1966年）
- 5月17日 - アルフォンソ13世、スペイン国王（+ 1941年）
- 5月17日 - ワルワーラ・ブブノワ、美術家（+ 1983年）
- 5月20日 - 高村智恵子、画家（+ 1938年）
- 5月21日 - 松旭斎天勝、奇術師（+ 1944年）
- 5月21日 - 古今亭今輔 (4代目)、落語家（+ 1935年）
- 5月24日 - ポール・パレー、指揮者（+ 1979年）
- 5月26日 - アル・ジョルソン、歌手・俳優（+ 1950年）
- 6月2日 - 安川第五郎、実業家（+ 1976年）
- 6月3日 - 石坂泰三、実業家、第一生命社長、東芝社長、経団連会長（+ 1975年）
- 6月5日 - クルト・ハーン、教育者（+ 1974年）
- 6月5日 - 富本憲吉、陶芸家（+ 1963年）
- 6月7日 - アンリ・コアンダ、航空機開発者（+ 1972年）
- 6月8日 - 今井登志喜、歴史学者（+ 1950年）
- 6月9日 - 山田耕筰、作曲家（+ 1965年）
- 6月10日 - 早川雪洲、俳優（+ 1973年）
- 6月11日 - 岡本一平、漫画家（+ 1948年）
- 6月12日 - ラウル・ハウスマン、画家・詩人・写真家（+ 1971年）
- 6月12日 - 内藤多仲、建築家（+ 1970年）
- 6月18日 - ジョージ・マロリー、登山家（+ 1924年）
- 6月18日 - デービッド・M・S・ワトソン、生物学者（+ 1973年）
- 6月28日 - アロイーズ・コルバス、画家（+ 1964年）
- 6月29日 - ロベール・シューマン、元フランス首相（+ 1963年）
- 7月1日 - 佐藤緑葉、小説家（+ 1960年）
- 7月3日 - レイモンド・スプルーアンス、アメリカ海軍の大将（+ 1969年）
- 7月3日 - ジョヴァンニ・バッチスタ・カプロニ、航空機開発者、カプロニ創業者（+ 1957年）
- 7月4日 - 八田與一、技術者（+ 1942年）
- 7月5日 - ウィレム・ドレース、元オランダ首相（+ 1988年）
- 7月10日 - 高島象山、易者（+ 1959年）
- 7月23日 - ヴァルター・ショットキー、物理学者（+ 1976年）
- 7月24日 - 谷崎潤一郎、小説家（+ 1965年）
- 7月25日 - リチャード・クドウ、動物学者（+ 1967年）
- 7月31日 - ラリー・ドイル、メジャーリーガー（+ 1974年）
- 8月7日 - ビル・マケシュニー、メジャーリーガー（+ 1965年）
- 8月15日 - カール・コルシュ、社会主義思想家（+ 1961年）
- 8月19日 - 長谷川零余子、俳人（+ 1928年）
- 8月20日 - パウル・ティリッヒ、神学者（+ 1965年）
- 8月24日 - エーヴ・フランシス、女優（+ 1980年）
- 8月27日 - レベッカ・クラーク、作曲家・ヴィオラ奏者（+ 1979年）
- 8月28日 - 勝沼精蔵、医学者（+ 1963年）
- 9月1日 - オトマール・シェック、作曲家（+ 1957年）
- 9月6日 - エドガー・ルビン、心理学者（+ 1951年）
- 9月9日 - ドッツ・ミラー、メジャーリーガー（+ 1923年）
- 9月13日 - ロバート・ロビンソン、化学者（+ 1975年）
- 9月14日 - ヤン・マサリク、チェコスロヴァキア外相（+ 1948年）
- 9月14日 - スタンリー・ケッチェル、プロボクサー（+ 1910年）
- 9月16日 - ジャン・アルプ、彫刻家・画家・詩人（+ 1966年）
- 9月25日 - メイ・サットン、テニス選手（+ 1975年）
- 9月26日 - アーチボルド・ヒル、生理学者（+ 1977年）
- 9月26日 - 古泉千樫、歌人（+ 1927年）
- 10月2日 - ロバート・トランプラー、天文学者（+ 1956年）
- 10月4日 - エーリッヒ・フェルギーベル、ドイツ陸軍通信兵大将（+ 1944年）
- 10月5日 - 徳川義親、尾張徳川家第19代当主（+ 1976年）
- 10月6日 - エドヴィン・フィッシャー、ピアニスト（+ 1960年）
- 10月7日 - カール・フォン・ピュックラー＝ブルクハウス、ナチス・ドイツ親衛隊将軍（+ 1945年）
- 10月8日 - 吉井勇、歌人・脚本家（+ 1960年）
- 10月9日 - ルーブ・マーカード、メジャーリーガー（+ 1980年）
- 10月16日 - ダヴィド・ベン＝グリオン、イスラエル首相（+ 1973年）
- 10月16日 - ボリス・エイヘンバウム、文芸学者（+ 1959年）
- 10月20日 - フレデリック・バートレット、心理学者（+ 1969年）
- 10月21日 - カール・ポランニー、経済学者（+ 1964年）
- 10月26日 - ハンス・ブラウン、陸上競技選手（+ 1918年）
- 11月1日 - 松井須磨子、女優（+ 1919年）
- 11月1日 - 萩原朔太郎、詩人（+ 1942年）
- 11月1日 - ヘルマン・ブロッホ、小説家（+ 1951年）
- 11月4日 - 山本冬郷、俳優（+ 没年不明）
- 11月6日 - エドワード・オーウェン、陸上競技選手（+ 1949年）
- 11月13日 - 太田正孝、大蔵官僚・政治家（+ 1982年）
- 11月15日 - ルネ・ゲノン、神秘学者（+ 1951年）
- 11月17日 - アロン・ニムゾヴィッチ、チェス選手（+ 1939年）
- 11月20日 - カール・フォン・フリッシュ、動物学者（+ 1982年）
- 11月21日 - ハロルド・ニコルソン、外交官・作家（+ 1968年）
- 11月27日 - 藤田嗣治、画家（+ 1968年）
- 12月1日 - 朱徳、中華人民共和国元帥（+ 1976年）
- 12月1日 - レックス・スタウト、推理作家（+ 1975年）
- 12月1日 - 飛田穂洲、野球評論家・学生野球指導者（+ 1965年）
- 12月3日 - マンネ・シーグバーン、物理学者（+ 1978年）
- 12月5日 - 吉本吉兵衛、吉本興業創業者（+ 1924年）
- 12月6日 - 大川周明、思想家（+ 1957年）
- 12月8日 - ディエゴ・リベラ、画家（+ 1957年）
- 12月13日 - 徳川圀順、第7代貴族院議長・第7代日本赤十字社社長（+ 1969年）
- 12月18日 - タイ・カッブ、メジャーリーグベースボール選手（+ 1961年）
- 12月30日 - オースティン・オスマン・スパー、画家（+ 1956年）
- 月日不明 - 久野久、ピアニスト（+ 1925年）

## 死去
- 1月7日 - リチャード・ダッド、画家（* 1817年）
- 1月11日 - 小野梓、法学者・東京専門学校（現、早稲田大学）創立者のひとり（* 1852年）
- 1月17日 - アミルカレ・ポンキエッリ、オペラ作曲家（* 1834年）
- 1月17日 - ポール・ボードリー、画家（* 1828年）
- 1月24日 - 有栖川宮幟仁親王、日本の皇族（* 1812年）
- 2月12日 - ランドルフ・コールデコット、イラストレーター・美術家（* 1846年）
- 3月2日 - 尾上多見蔵 (2代目)、歌舞伎役者（* 1800年）
- 3月9日 - ウィリアム・スミス・クラーク、植物学者・札幌農学校初代教頭（* 1826年）
- 4月10日 - 木戸松子、木戸孝允の妻（* 1843年）
- 5月11日 - 茂山千五郎、狂言師（* 1810年）
- 5月15日 - エミリー・ディキンソン、詩人（* 1830年）
- 5月23日 - レオポルト・フォン・ランケ、歴史家（* 1795年）
- 5月23日 - 伊地知正治、薩摩藩士・宮中顧問官（* 1828年）
- 6月13日 - ルートヴィヒ2世、バイエルン王（* 1845年）
- 6月21日 - ダニエル・ダングラス・ホーム、霊媒（* 1833年）
- 6月23日 - 江崎邦助、コレラの感染防止に尽力した警察官（* 1861年）
- 7月31日 - フランツ・リスト、作曲家（* 1811年）
- 8月8日 - 初代橘家圓三郎、落語家（* 1828年）
- 8月16日 - ラーマクリシュナ、宗教家（* 1836年）
- 8月18日 - エトガー・バウアー、政治学者・ジャーナリスト（* 1820年）
- 9月11日 - エドゥアルト・フレーゲル、商人・探検家（* 1855年）
- 9月16日 - デュカス公爵ルイ、フランス外相（* 1819年）
- 10月7日 - ウィリアム・バーンズ、言語学者（* 1811年）
- 10月14日 - 本因坊秀甫、囲碁棋士（* 1838年）
- 10月21日 - ホセ・エルナンデス、詩人（* 1834年）
- 11月8日 - フレッド・アーチャー、騎手（* 1857年）
- 11月14日 - ベギエ・ド・シャンクルトワ、鉱物学者（* 1820年）
- 11月18日 - チェスター・A・アーサー[2]、第21代アメリカ合衆国大統領（* 1829年）
- 11月 - 関東綱五郎、侠客（* 1822年）
- 12月3日 - 箕作秋坪、蘭学者（* 1826年）
- 12月26日 - テオドール・オッポルツァー、天文学者（* 1841年）
- 12月30日 - ジョージ・フレッチャー・モー、探検家・著述家（* 1798年）